# Джума-мечеть Ойсхара
Джума-мечеть Ойсхара имени Сулима Кадырова — мечеть в поселке Ойсхар, находится в исторической центральной части селения Ойсхара Гудермесского района. Главная мечеть вмещает в себя до пяти тысяч верующих мусульман.

## История
Старая джума-мечеть в селении Ойсхар была построена в 1998 году. В начале 2017 года жители поселка Ойсхара обратились к главе республики с просьбой построить новую мечеть, так как старая мечеть уже не могла вмещать такое большое количество верующих.
В мае 2017 года поселок Ойсхара с визитом посетил глава Чеченской Республики Рамзан Кадыров, входе которого он инициировал строительство новой больницы, мечети и спорткомплекса.
Через два дня глава республики вновь прибыл в поселок — заложить капсулу под строительство комплекса, а почти через месяц, 7 июня, приехал заложить мечеть на 5000 человек. Которая в дальнейшем должна будет носить имя Сулима Кадырова.
Религиозный деятель Сулим Кадыров из рода главы республики Рамзана Кадырова, был арестован, за то что обучал детей корану и отправлен в ссылку в 1930-х годах, четырнадцать лет он провел в лагерях Гулага, а затем оттуда был сослан в Казахстан.
Торжественное открытие мечети, приуроченное к 69-й годовщине со дня рождения первого президента республики — Ахмата-Хаджи Кадырова, состоялось 21 августа 2020 года.

## Строительство и описание
Мечеть строилась в среднеазиатском стиле, в строительстве были задействованы художники и мастера из Узбекистана. Джума-мечеть возведена на подобии соборной мечети в городе Шали «Гордость мусульман», которая в свою очередь была построена в Бухарском стиле. Основное здание имеет с трех сторон, три входных портала сделанных в виде П-образной рамы. Корпус мечети имеет квадратную форму и представляет собой двухэтажное здание с двумя цокольными этажами. Мечеть строилась из бетонного монолита, помимо основного яруса предусмотрены балконы. За исключением гранита и турецкого мрамора в строительстве использовались только российские строительные материалы.
Джума-мечеть Ойсхара возводилась на площади в 4 гектар, она может вмещать вместе с прилегающей территорией до 15 тысяч верующих мусульман. Центральную часть мечети украшает большой позолоченный купол, по углам мечети расположены отдельно стоящие четыре минарета которые возвышаются на высоту 36 метра. Основной вход в мечеть представлен большой аркой и парадной лестницей. Главный молельный зал мечети изнутри венчает большой купол. Под куполом центрального зала установлена большая люстра, вся система внутреннего освещения мечети гармонично и мягко вписана в дизайн интерьера, дополняя убранство и создавая изысканный вид внутри мечети. С внутренней стороны купол украшен подвесным потолком из гипса, богато отделанный золотом, цветной росписью и каллиграфией. Религиозный объект оборудован современной системой акустики. Рядом с мечетью на небольшом отдалении расположено здание для омовения.

## Галерея

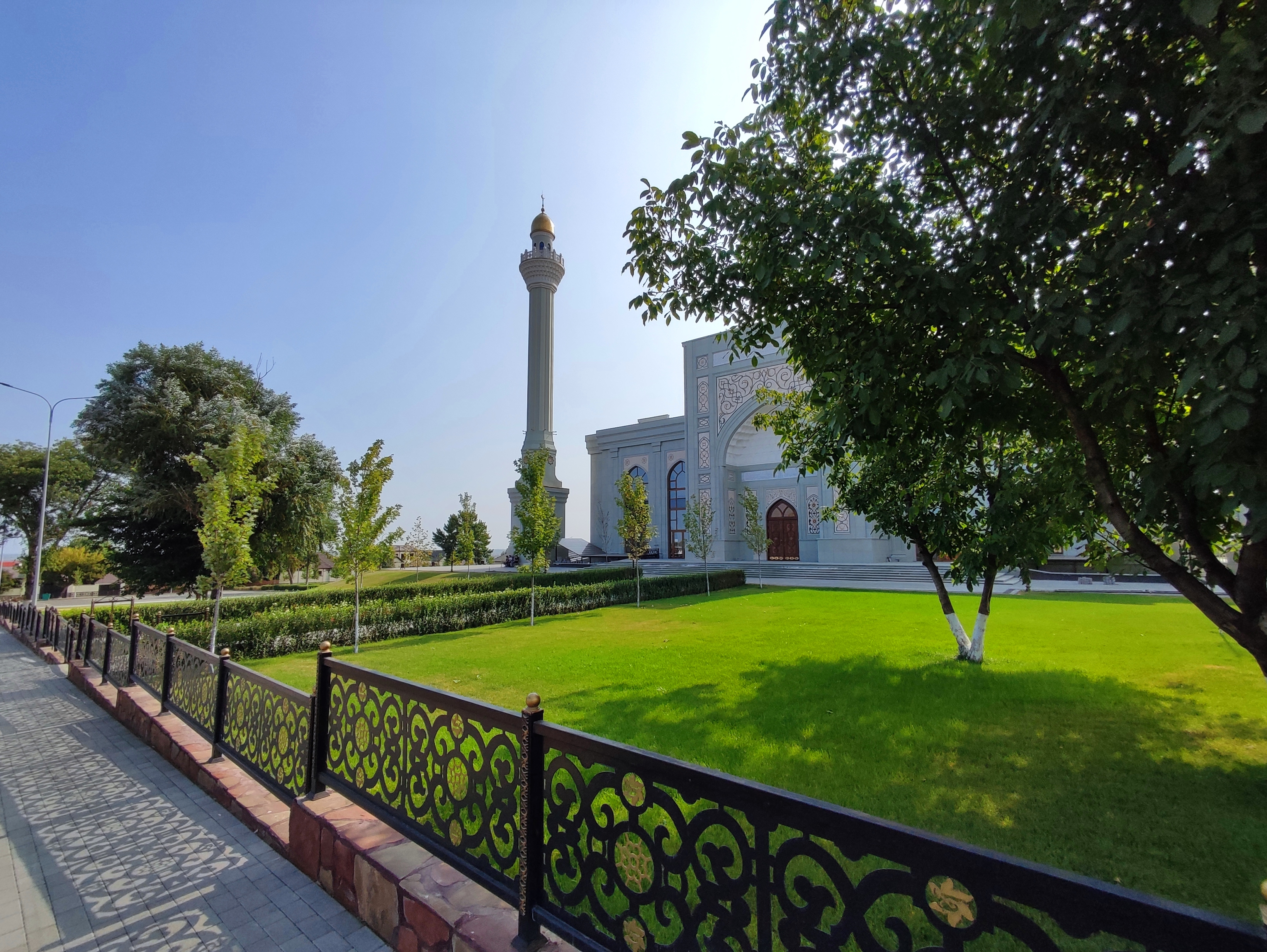
Минарет мечети
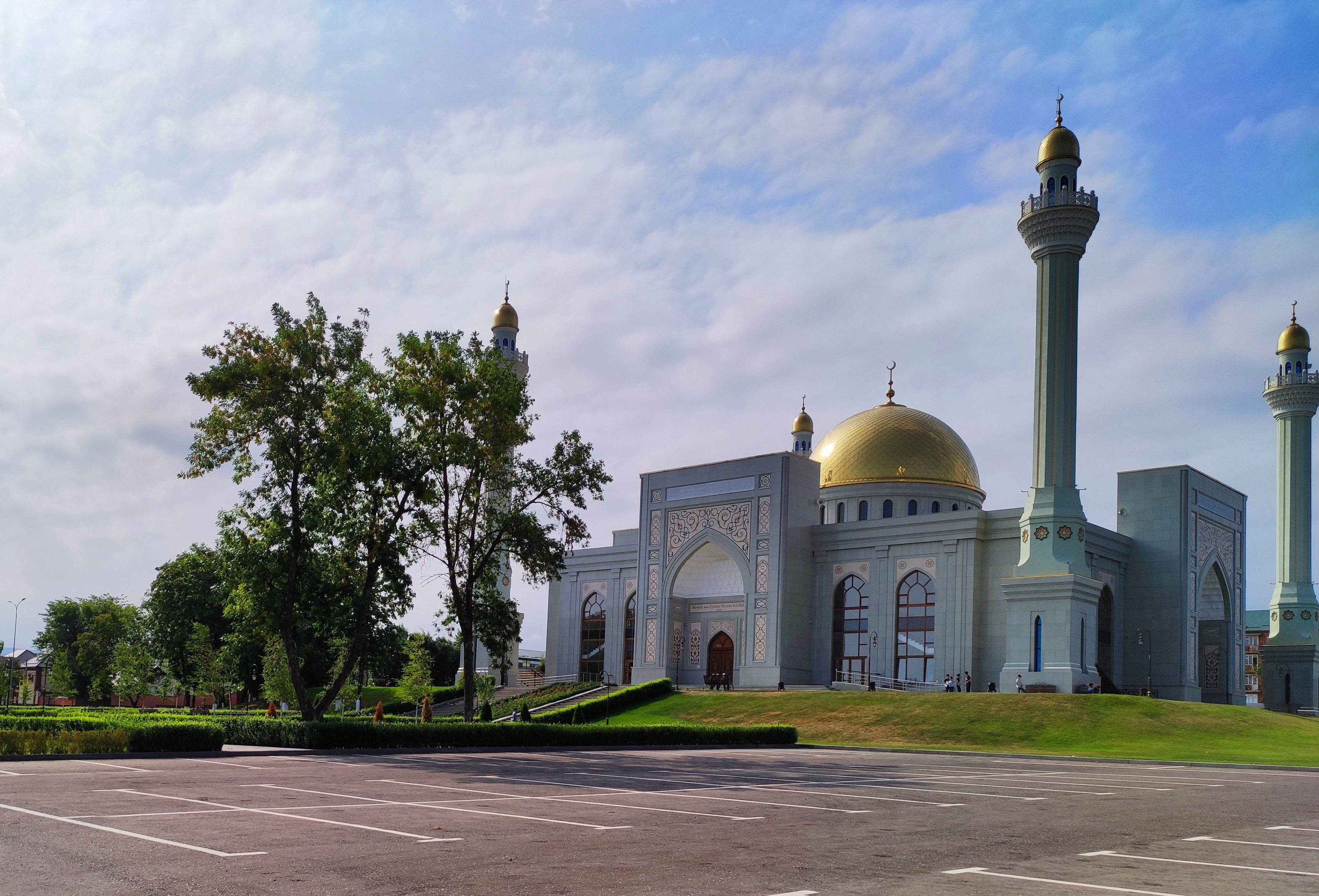
Портал мечети
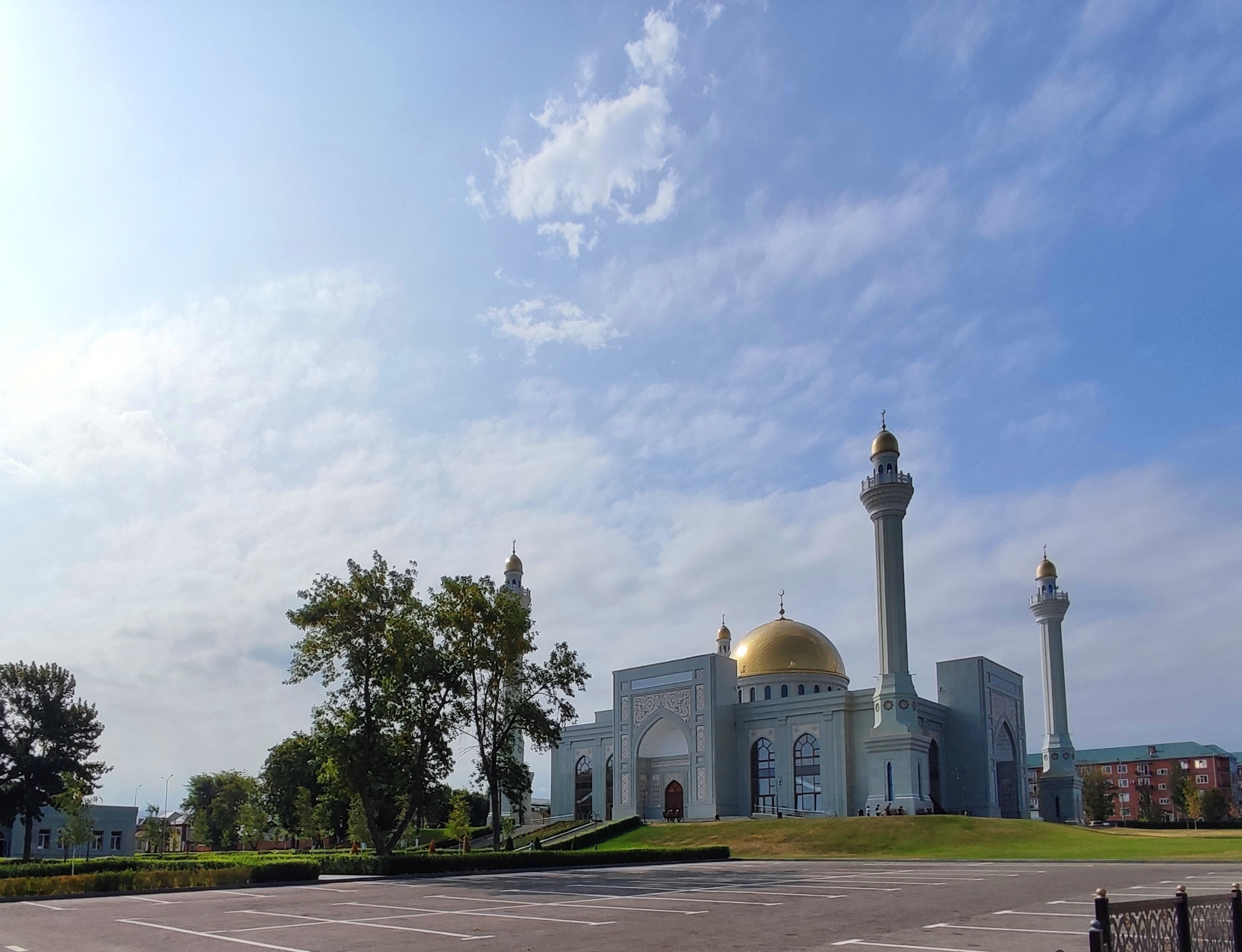
Парковка возле мечети